# 奥卢丰米拉约·奥洛帕德
奥卢丰米拉约·奥洛帕德（英語：Olufunmilayo I. Olopade，1957年—），出生于尼日利亚，是一名芝加哥大学血液肿瘤学家、全球健康学院副院长、沃尔特·L·帕尔默医学和人类遗传学杰出服务教授。她还担任芝加哥大学医院癌症风险诊所主任。

## 生平
1957年，奥卢丰米拉约·奥洛帕德出生于尼日利亚。她的父亲是一名圣公会音乐家，她在家中六个孩子排行第五。她在伊巴丹的圣安妮学校接受中学教育。奥洛帕德倍感尼日利亚缺乏医生和医疗资源，她在很小的时候就立志成为一名医生。1980年，她毕业于伊巴丹大学，获得医学博士学位。
她与乳腺癌研究基金会合作，围绕BRCA1和BRCA2基因在非洲裔妇女乳腺癌发病率相关性，开展了广泛的临床工作。1991年，她加入芝加哥大学普利茨克医学院。1992年，担任该校临床癌症遗传学中心主任。
她是美国癌症研究协会、美国内科医师协会、尼日利亚医学协会、美国哲学学会和医学研究所的成员。